# Kościół św. Stanisława Kostki w Lipkach Małych
Kościół pw. św. Stanisława Kostki w Lipkach Małych – katolicki kościół filialny znajdujący się w Lipkach Małych (gmina Santok). Należy do parafii w Lipkach Wielkich.

## Architektura
Pierwszy, szachulcowy kościół zbudowano w tym miejscu w 1745 lub 1806 dla społeczności miejscowych protestantów. W 1907 starą świątynię zastąpiono obecną, w stylu neogotyckim. Wewnątrz zachowane jest oryginalne wyposażenie, w tym witraż.

## Otoczenie
Na terenie okalającym świątynię znajduje się kilka nagrobków, a także pomnik ofiar I wojny światowej (pozbawiony jakichkolwiek napisów, ozdobiony krzyżem i gałęziami dębu i oliwną), jak również obelisk maryjny wykonany z wtórnie użytej płyty nagrobnej i odwróconej chrzcielnicy (zapewne dzieło osadników powojennych).

## Galeria

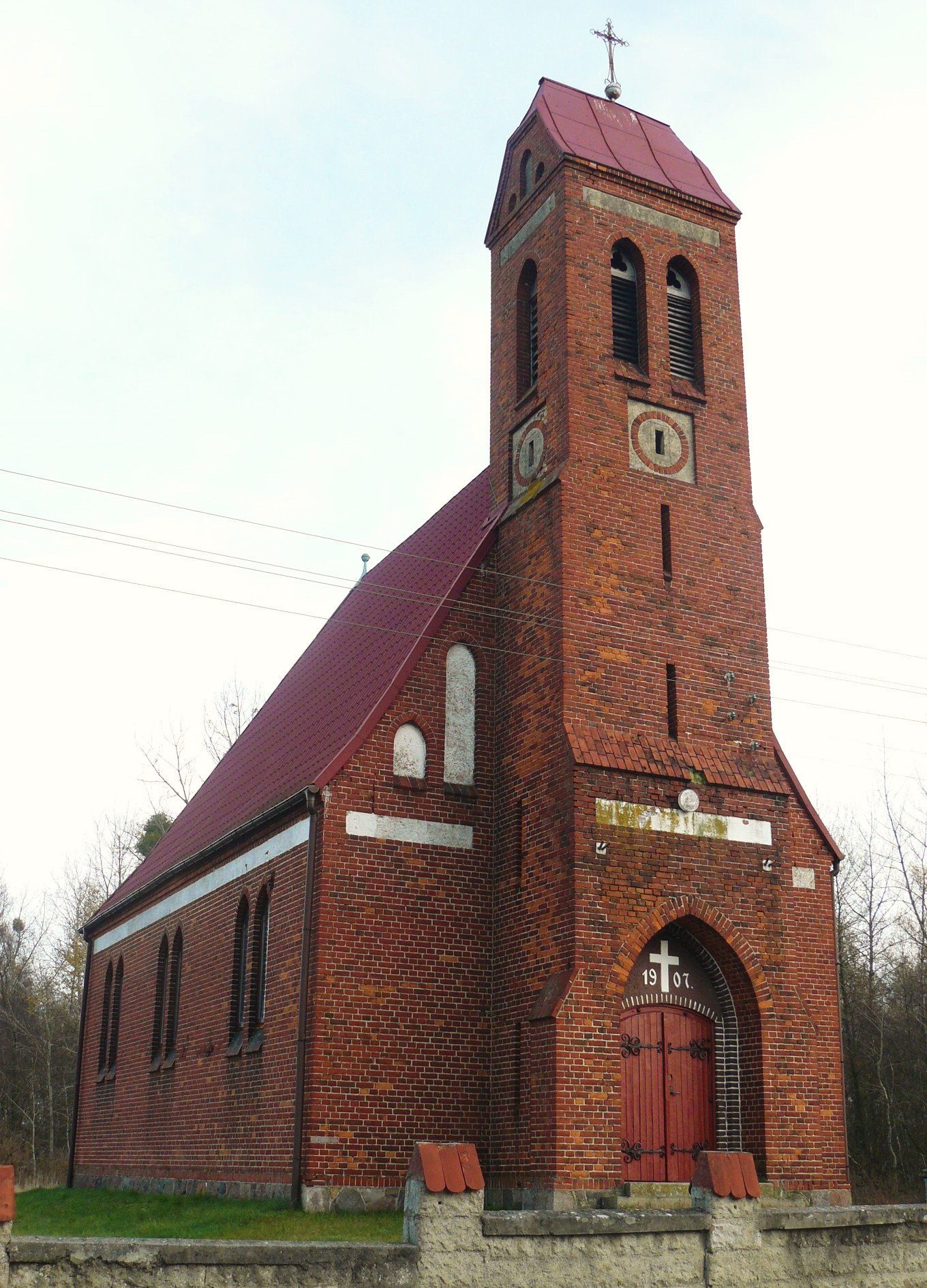
Fasada kościoła
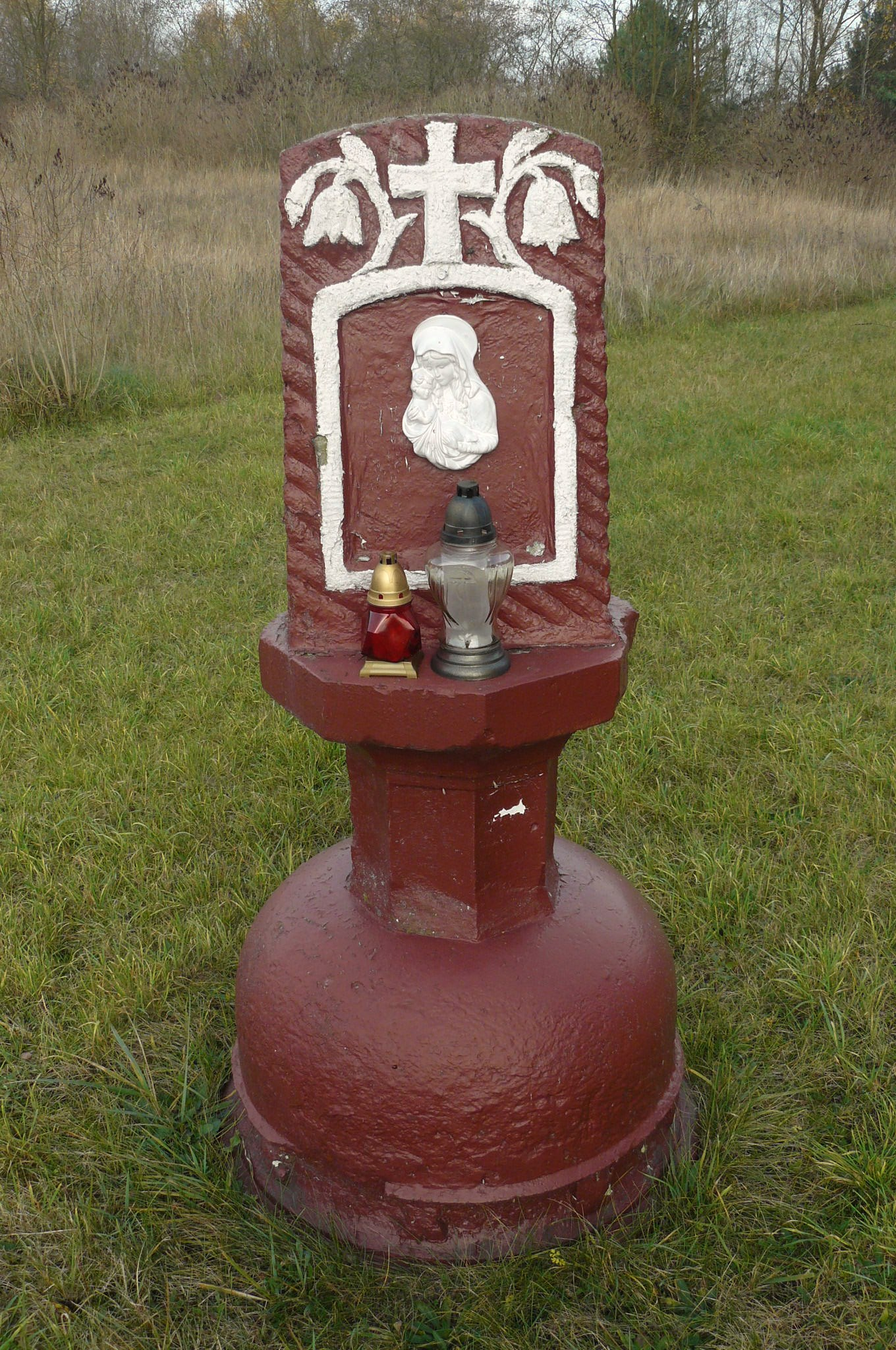
Obelisk maryjny
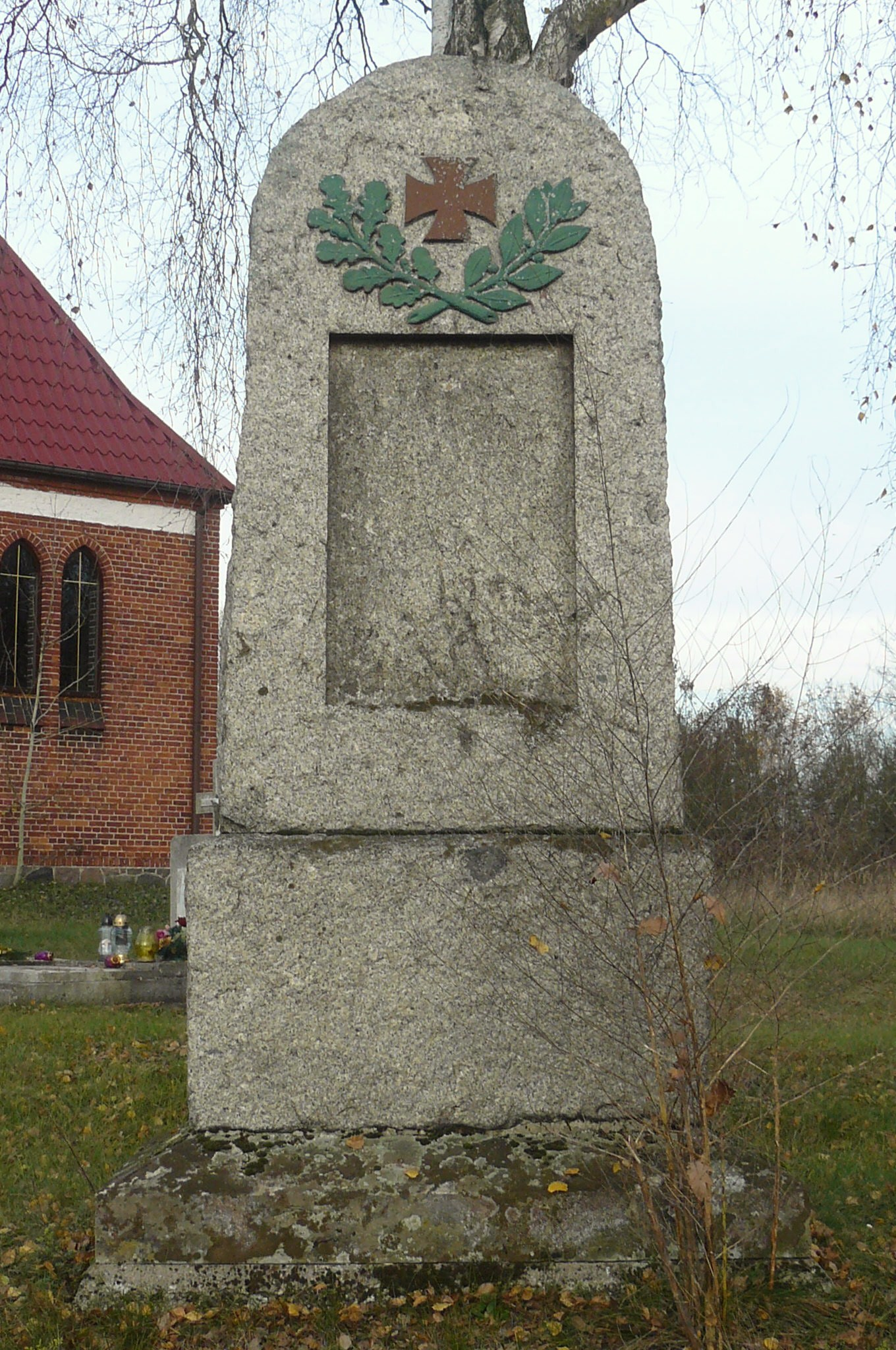
Pomnik ofiar I WŚ